# Pierre René Auguis
Pour les articles homonymes, voir Auguis.
Pierre-René Auguis, né le 6 octobre 1783 à Melle et mort le 21 décembre 1844 à Paris, est un écrivain, homme politique et bibliophile français.

## Biographie
Fils de Pierre-Jean-Baptiste Auguis, il est professeur de littérature, puis sert comme militaire en France et en Hollande. Auteur connu sous la Restauration, il collabore à de nombreuses revues et verse volontiers dans la polémique et le scandale. Il est emprisonné de 1815 à 1817. Il est député des Deux-Sèvres de 1831 à 1844, siégeant dans l'opposition. Il est spécialiste des questions budgétaires. Bibliophile renommé, Il est nommé conservateur de la bibliothèque Mazarine en 1842, ce qui le rapproche de la majorité.

## Publications
- Les Poètes françois, depuis le XIIe siècle jusqu’à Malherbe, Paris, Crapelet, 1824.
- Origine de tous les cultes ou religion universelle, 1835.
- Napoléon et la Grande armée, ou Vie privée, publique et militaire de Bonaparte, par M. D. F. (P.-R. Auguis), officier supérieur attaché à Napoléon. 3e édition, 1828.
- Les conseils du trône, donnés par Frédéric II, dit le Grand, aux rois et aux peuples de l’Europe, 1823.
- Histoire de la vie privée, politique et militaire de Napoléon Bonaparte et des armées françaises depuis 1792 jusqu’à nos jours… par un ancien officier supérieur, 1822.
- Napoléon et la Grande armée, précédé d’une introduction historique…, par un ancien officier supérieur, 1822.
- Éloge historique de L.-A. Millin, membre de l’Institut et de la Société royale des antiquaires de France, etc., 1819.
- Monument à la gloire nationale, ou Collection générale des proclamations, rapports, lettres et bulletins des armées françaises, depuis le commencement de la guerre de la Révolution en 1792 jusqu’en 1815, 1818.
- Monsieur le Duc et Madame la Duchesse de Berry, ou Précis des événemens qui ont signalé jusqu’à ce jour l’histoire de ces deux augustes personnages, 1816.
- Lettre d’un colonel français à l’honorable et très-révérend lord évêque d’E****, 1815.
- Napoléon, la Révolution, la famille des Bourbons, 1815.
- La Vérité, ou Petite brochure pour servir à une grande histoire, avec le portrait du comte de Lille, 1815.
- Les Révélations indiscrètes du XVIIIe siècle par le cardinal de Bernis, Bossuet, Cabanis, Cérutti, Champcenetz, la marquise Du Chatelet, Chénier, Diderot, Duclos, Franklin, M. Garat, Mme Geoffrin, Hérault de Séchelles, le R. P. Lachaise, Laharpe, M. Mercier, J.-J. Rousseau, Saint-Martin (l’Illuminé), Thomas, Voltaire, Washington, 1814.
- Examen critique de l’ouvrage intitulé : Lettres inédites de Voltaire, adressées à Mme la comtesse de Lutzelbourg, 1812.

## Bibliophilie
Grand collectionneur de livres et notamment d'incunables, son importante bibliothèque est dispersée, en partie, par son épouse en 1827 à partir du 8 octobre, faisant l'objet de 13 vacations  puis après son décès en 24 vacations du 4 août au 4 septembre 1845 .

## Sources
- « Dictionnaire des parlementaires français de 1789 à 1889 (Adolphe Robert, Edgar Bourloton et Gaston Cougny) », sur gallica BNF (consulté le 4 janvier 2014)
- « Histoire de la bibliophilie (Jean-Paul Fontaine) »